# 班尼迪克大學

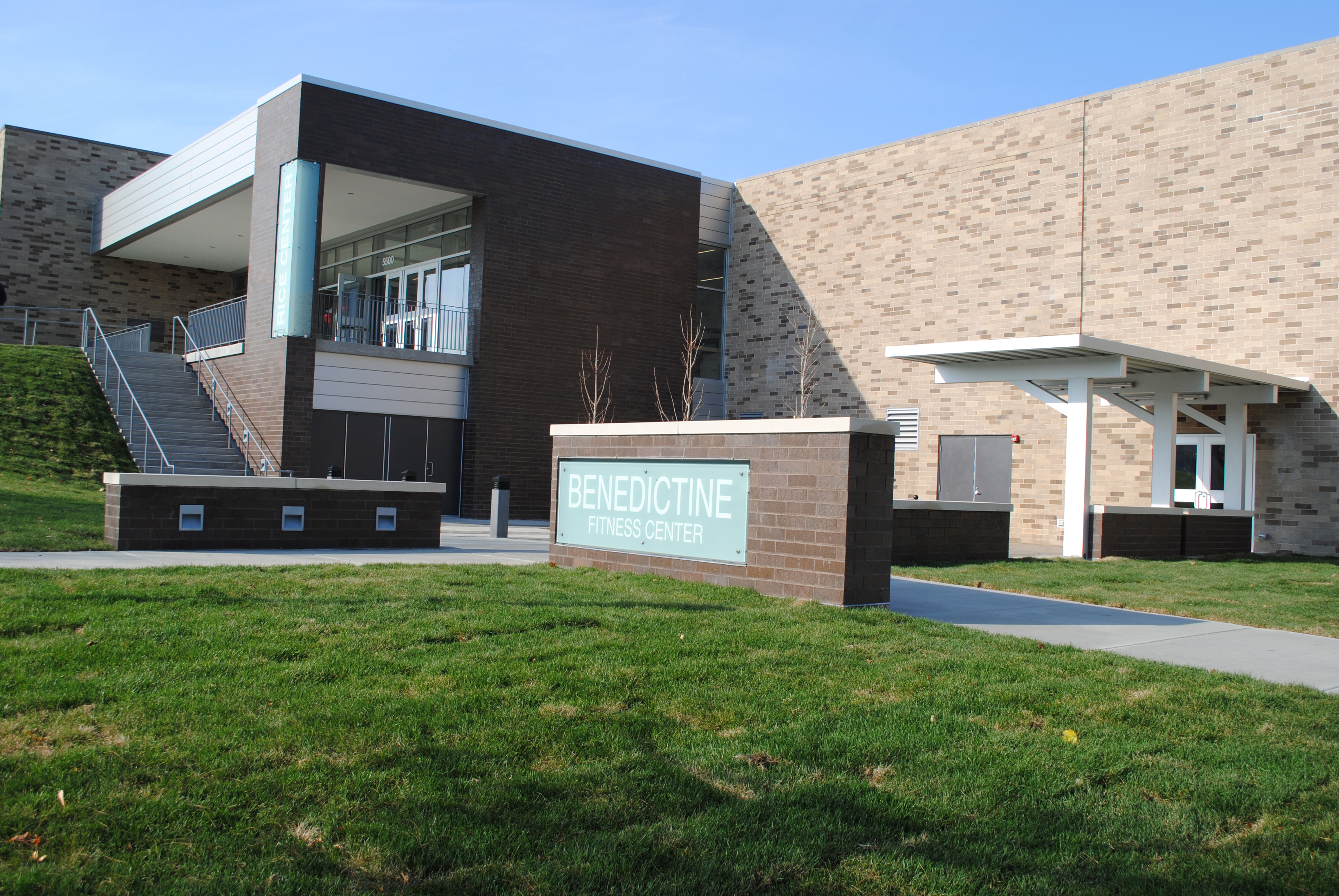
大學建築“Dan and Ada Rice Center”

班尼迪克大學（Benedictine University）是位於美國伊利諾伊州芝加哥郊區萊爾的一所天主教大學，由芝加哥下西區本篤會聖普羅科匹厄斯修道院（St. Procopius Abbey）的僧侶成立於1887年，1901年搬至現址，至今仍隸屬於同名宗教團體本篤會。2015年《美國新聞與世界報道》未給予其全國排名資格，但將其在線研究生商學課程排在全國90位左右，這也是該校排名最高的專業。

## 外部連結
- Official website （页面存档备份，存于）
- Official athletics website （页面存档备份，存于）